# Ricky Nelson (musikalbum)
Ricky Nelson är Ricky Nelsons andra studioalbum, utgivet i juli 1958.
Albumet nådde Billboard-listans 7:e plats.

## Låtlista
Singelplacering i Billboard inom parentes. Placering i England=UK 
1. "Shirley Lee" (Bobby Lee Trammell)
2. "Someday (You'll Want Me To Want You)" (Jimmy Hodges) (UK #9)
3. "There's Good Rockin' Tonight" (Roy Brown)
4. "I'm Feelin' Sorry" (Jack Clement)
5. "Down the Line" (Roy Orbison/Sam Phillips)
6. "Unchained Melody" (Alex North/Hy Zaret)
7. "I'm in Love Again" (Dave Bartholomew/Fats Domino)
8. "Don't Leave Me This Way" (Ricky Nelson)
9. "My Babe" (Willie Dixon)
10. "I'll Walk Alone" (Sammy Cahn/Jule Styne)
11. "There Goes My Baby" (Kirkland/Burton)
12. "Poor Little Fool" (Sharon Sheeley) (#1, UK #4)
13. "Stood Up" (Dub Dickerson/Sharon Sheeley)
14. "Waitin' in School" (Johnny Burnette/Dorsey Burnette)
15. "Believe What You Say "(Johnny Burnette/Dorsey Burnette)
16. "My Bucket's Got a Hole in It" (Clarence Williams) (#18)

13-16 är bonusspår på CD-utgåvan från 2001, då albumet återutgavs ihop med Ricky på en CD.